# Fimbristylis lasiophylla
Fimbristylis lasiophylla är en halvgräsart som beskrevs av Johannes Hendrikus Kern. Fimbristylis lasiophylla ingår i släktet Fimbristylis och familjen halvgräs. Inga underarter finns listade i Catalogue of Life.